# 伸学社
伸学社（しんがくしゃ）は、かつて存在した学習塾。人間性を重視したスパルタ教育で有名だった。代表の入江伸の名前をとって入江塾とも呼ばれた。

## 概要
通信添削の評判を聞きつけた生徒数人が、大阪・帝塚山の入江の自宅に集まったのが始まりである。
人間7分、学力3分の信念から、徹底した内面教育を行い、礼儀やマナーが守れない生徒は容赦なく叱責罵倒した。また、体罰も公然と行われていた。しかし、それに伴う学力指導の成果もあり、難関高校に多数の合格者を出した。
約300名の中学1年生が入塾し、そのうち3分の1が高校受験まで残った。しかし、入江自身は1985年に脳梗塞を発症し、1986年に閉塾となった。

## かつて在籍していた著名人
- 今中雄一 - 京都大学大学院医学研究科教授
- さかはらあつし -　映画監督、作家
- 西田猛 - 衆議院議員
- 木下智彦 - 衆議院議員
- 藤本貴也 - 近畿地方整備局長
- ラサール石井 - タレント